# تيريل وايت
تيريل وايت (بالإنجليزية: Tyrell Waite)‏ هو لاعب كرة قدم بريطاني في مركز الهجوم، ولد في 1 يوليو 1994 في دربي في المملكة المتحدة. لعب مع نادي تاموورث ونادي لينكولن سيتي ونوتس كاونتي.

## وصلات خارجية
- تيريل وايت على موقع قاعدة بيانات كرة القدم.إي يو (الإنجليزية)
- تيريل وايت على موقع Soccerbase.com (لاعب) (الإنجليزية)
- تيريل وايت على موقع Soccerway.com (الإنجليزية)